# Homo Legens
Homo Legens es la marca comercial española utilizada por la empresa Homo Legens S.L., propiedad del grupo de medios de comunicación Intereconomía Corporación, para la edición y publicación de obras literarias.
La editorial reivindica los valores de la cultura cristiana occidental y concibe sus colecciones como destinadas a formar parte del patrimonio familiar.
Entre los autores que publica Homo Legens se encuentran clásicos como Oscar Wilde, Dostoievski, Dante, Chesterton, Dickens, Francisco de Quevedo o Miguel de Cervantes. También novelistas del ámbito de la literatura infantil y juvenil como Julio Verne, César Fernández García o Julio César Romano Blázquez. Por otro lado, la editorial cuenta con un servicio de suscripción llamado Bibliotheca Homo Legens a través de la cual se ofrece una colección de libros que únicamente pueden ser adquiridos de esta manera, no de forma separada. Cabe destacar que entre sus colecciones cuenta con libros dedicados al creacionismo como Juicio a Darwin o Diseño inteligente.